# Аргол
Аргол (фр. Argol) је насељено место у Француској у региону Бретања, у департману Финистер.
По подацима из 2011. године у општини је живело 942 становника, а густина насељености је износила 29,69 становника/km².

## Демографија
| 1962. | 1968. | 1975. | 1982. | 1990. | 2011. |
| ----- | ----- | ----- | ----- | ----- | ----- |
| 899   | 819   | 766   | 700   | 698   | 942   |